# Trichacis opaca
Trichacis opaca är en stekelart som beskrevs av Thomson 1859. Trichacis opaca ingår i släktet Trichacis och familjen gallmyggesteklar. Arten är reproducerande i Sverige. Inga underarter finns listade i Catalogue of Life.